# Wittekind (Name)
Wittekind oder Wittekindt ist ein männlicher Vorname und Familienname.

## Varianten
- Wedekind
- Widekind
- Widukind

## Namensträger

### Rufname
- Wittekind I., auch Widekind I. (Schwalenberg) († 1136/37), Graf von Schwalenberg
- Wittekind II. von Schwalenberg († 1188/89), Graf von Pyrmont
- Wittekind III. (Waldeck und Schwalenberg) († 1189), Graf von Waldeck und Schwalenberg
- Wittekind zu Waldeck und Pyrmont (1936–2024), Chef des bis 1918 regierenden Fürstenhauses Waldeck-Pyrmont

### Familienname
- Anton Maria Wittekind (1806–1858), Kaufmann und Politiker der Freien Stadt Frankfurt
- Hedwig Wittekind (1896–1949), deutsche Bildhauerin, Judenretterin
- Konrad Wittekindt (1924–1981), deutscher Leichtathlet
- Matthias Wittekindt (* 1958), deutscher Schriftsteller und Dramatiker
- Susanne Wittekind (* 1964), deutsche Kunsthistorikerin
- Sven Wittekind (* 1982), deutscher Techno-DJ und Produzent
- Wolfram Wittekind (* vor 1980) deutscher Sänger und Kirchenmusiker